# Svanesund
Svanesund – miejscowość (tätort) w Szwecji, w regionie administracyjnym (län) Västra Götaland, w gminie Orust.
Według danych Szwedzkiego Urzędu Statystycznego liczba ludności wyniosła: 1946 (31 grudnia 2015), 2026 (31 grudnia 2018) i 2031 (31 grudnia 2019).